# Megastavba

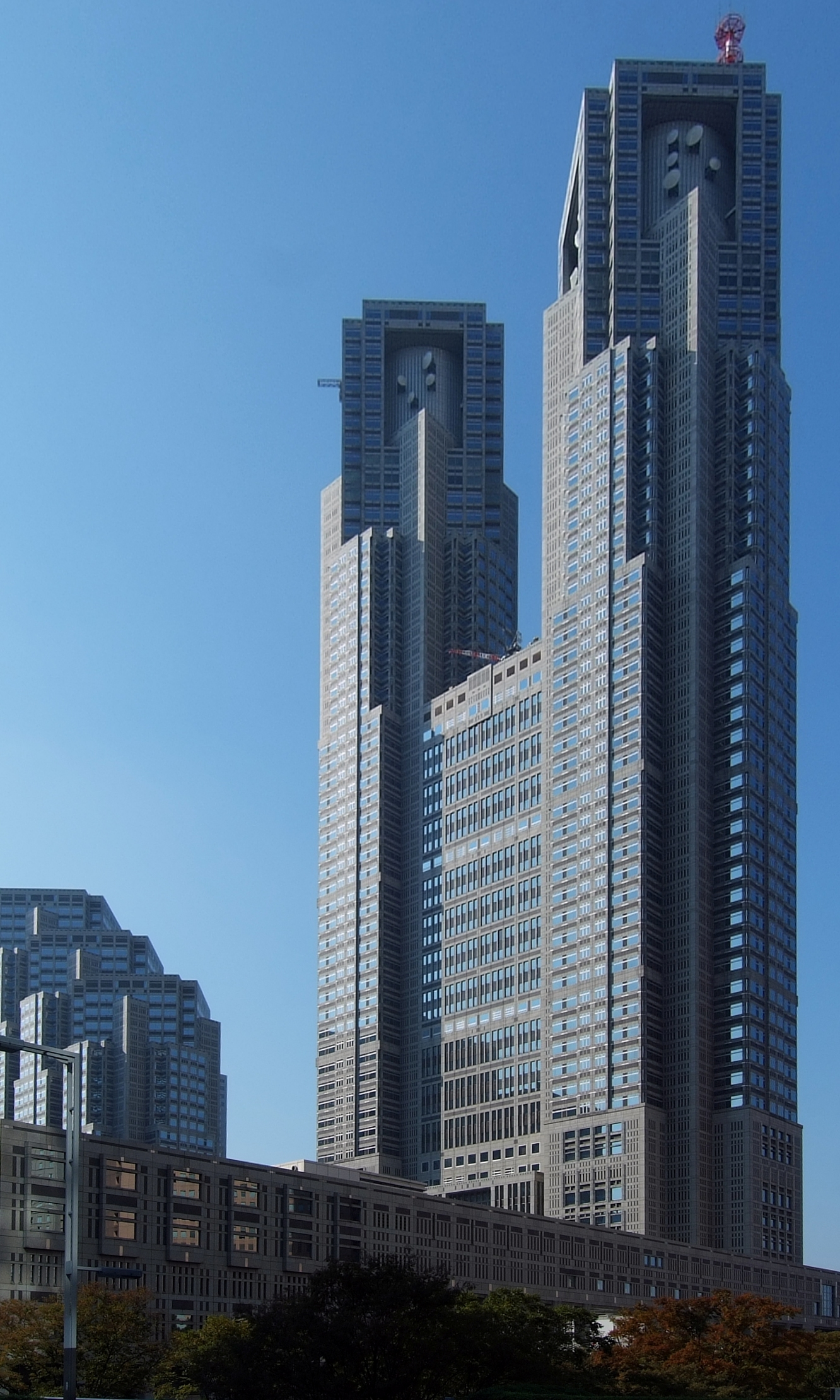
Tókjó-to čóša, druhá nejvyšší budova v Tokiu

Megastavba je taková člověkem vytvořená stavba, která dosahuje na současné podmínky ohromných rozměrů (definice se často liší, obecně ale jejich délka bývá měřena v desítkách až stovkách kilometrů).
Příklady megastaveb, existujících již v dnešní době jsou například Velká čínská zeď, umělé ostrovy, přehrada Tři soutěsky či Velký hadronový urychlovač. Většinou však jsou jako megastavby označovány velmi nerealistické projekty z oblasti science-fiction (Orbitální výtah, Dysonova sféra, umělé planetární prstence či ekumenopole). Mezi megastavby se naopak nepočítají rozsáhlé silniční a železniční sítě.

## Původ
Termín megastavba (anglicky Megastructure) se objevil poprvé v 60. letech 20. století, když se objevily první plány na vybudování měst jako komplexního systému, umístěného technicky v jediné budově. Taková města jsou plánována převážně v Japonsku jako snaha revolučně snížit vysokou hustotu obyvatelstva ve velkoměstech.
Kromě toho samozřejmě již existovala science-fiction, a to jak literatura, tak filmy. Například Dysonova sféra byla několikrát vyobrazena ve Star Treku; v Hvězdných válkách se pak objevila Hvězda smrti, jako příklad vesmírné stanice o velikosti měsíce.